# 帕爾馬的瑪麗亞·路易莎
帕爾馬的瑪麗亞·路易莎（英語：Maria Luisa of Parma；1751年12月9日—1819年1月22日）是西班牙王后和国王卡洛斯四世的妻子。
瑪麗亞·路易莎是帕尔马公爵菲利普一世和法国长公主路易丝-伊丽莎白的幼女。她的两位祖父包括法王路易十五和西班牙国王费利佩五世。她的兄长是费迪南多一世，姐姐伊莎貝拉是神圣罗马帝国皇帝约瑟夫二世的首任妻子。
1765年9月4日，她在圣伊尔德丰索宫和卡洛斯四世结婚。瑪麗亞·路易莎婚后育有十四名孩子，其中只有七名孩子活到成年。